# Bihari József (nyelvész)
Bihari József (Érmihályfalva, 1908. május 6 – Eger, 1997. november 26): nyelvész, műfordító, tanszékvezető főiskolai tanár. Az orosz és a jiddis nyelv kutatója. 

## Életútja
Érmihályfalván született 1908. május 8-án. Édesapja (Berkovits Herman) cipész, édesanyja (Friedman Mária) varrónő volt. Hat gyermekük született. A családfő a munkanélküliség miatt csak külföldön talált munkát, ezalatt az anya egyedül nevelte a gyerekeket. 
A középiskoláit bátyja támogatásával magánúton végezte el. Szülővárosát 1919-ben Romániához csatolták, ekkor a román kormány megszüntette a magántanulás lehetőségét. Nem talált olyan várost, amelynek iskolájába nyilvános tanulóként beiratkozhatott volna. Három évig fizikai munkát végzett. 1925-ben Budapestre utazott, ott próbálta tanulmányait folytatni. Egy ismerőse sorkosztot szerzett a számára (mindennap másnál evett). Magántanítványokat vállalt, közben évenként 2–2 osztályból sikerült levizsgáznia. 1927-ben leérettségizett, de a magyar egyetemek visszautasították felvételi kérelmét a numerus clausus miatt. Tanulmányait csak Brünnben folytathatta. Két évig tanult az ottani műegyetemen, de mindig humán tárgyakat oktató tanár akart lenni. Brünnben ismerkedett meg az első szláv nyelvvel. 1929-ben sikerült bejutnia a debreceni egyetem bölcsészkarára. Egyetemi évei alatt 1930-ban Párizsban, 1933-ban Bécsben töltött néhány hónapot. A 30-as években főleg erdélyi lapokba és folyóiratokba publikált. Részt vett a Mi Utunk című folyóirat szerkesztésében, s ott is megjelentek írásai. Több testvére Nagyváradon élt, ezért a nyarakat általában ott töltötte. Nagyvárad pezsgő szellemi élete nagy hatással volt rá. 1934-ben tanulmánya jelent meg Debrecen szellemi élete és a francia ösztönzések címen. Ez az írása az egyetemen pályadíjat nyert tanulmányának bővített változata volt. Elbeszéléseket is fordított idegen nyelvekből.
1942-ben behívták tábori munkaszolgálatra. 1944 márciusában megszökött és átjutott a szovjet csapatokhoz. 1945 áprilisában tért haza. Hozzátartozói közül sem Nagyváradon, sem szülőfalujában nem talált senkit élve, a gázkamrákban megölték négy testvérét azok családjával együtt. Édesanyja a bevagonírozás előtti sorakozó közben halt meg, édesapját korábban vesztette el. Egyetlen életben maradt fiútestvére azért menekülhetett meg, mert 1927-ben külföldre kényszerült a munkanélküliség miatt. 1944-ben feleségét és hároméves kislányát Ausztriába deportálták, ahonnan 1945-ben térhettek vissza.

## Munkássága

### Oktatói működése
Francia–német szakos tanári oklevelét a Debreceni Tudományegyetemen szerezte (1934), orosz nyelv és irodalom szakos tanári oklevelét szintén ott (1946). Tanári munkáját a debreceni Izraelita Polgári Iskolában (1934–1935), majd a Zsidó Gimnáziumban (1935–1942) kezdte, ahol gyorsírást  és héber nyelvet tanított. Később a debreceni Fazekas Mihály Gimnáziumban (1945–1949), a Debreceni Egyetem Orosz Nyelvi Tanszékén (1948–1949) tanított, a Debreceni Pedagógiai Főiskolán mint megbízott tanszékvezető (1948–1949), majd nyugdíjazásáig az Egri Tanárképző Főiskolán az Orosz Nyelvi Tanszék vezetőjeként tevékenykedett (1949–1976).

### Nyelvismerete
Jiddis anyanyelvű volt, magyarul, franciául, németül, oroszul, románul beszélt; óhéberül, angolul és az összes szláv nyelven olvasott és értett. Elemi- és középiskolai tanulmányait jiddis, magyar, német és román nyelven végezte.

### Tudományos tevékenysége
Fő érdeklődési területe az orosz nyelv grammatikája és az orosz nyelvtörténet volt. A főiskola tudományos közleményeiben jelent meg H. Tóth Imre szegedi professzorral közösen írt sorozata a kiemelkedő orosz nyelvészekről, Polivanovról, Baudouin de Courtenayról és másokról. Kutatói tevékenységének második nagy területe a jiddis nyelv tanulmányozása volt, ez tükröződik akadémiai doktori értekezésének témaválasztásában is.  Fordított jiddis irodalmi műveket is.  Tudósi tevékenységének harmadik területe Egerhez és a megyéhez kötődik. Ezzel kapcsolatos munkái a főiskola tudományos közleményeiben jelentek meg: Fejezetek az egri szerbek és görögök történetéből (1958), Szerbek (rácok) letelepedése Heves megyében, különös tekintettel az egri vonatkozásokra (1959). Szláv örökség Heves megyei földrajzi neveiben (1968).

### Tudományos fokozatai
Kandidátusi disszertációját "Az orosz ige aspektusrendszere" cimmel 1963-ban védte meg. 
1972-től az MTA doktora ("Szláv örökség egy német nyelvjárásban")

### Családja
- Felesége: Gulyás Rózsa
- Gyermekei: dr. Bihari Ágnes orvos, Bihari Éva tanár

## Kitüntetései  és emlékezete
- Az oktatásügy kiváló dolgozója (1958)
- Munka Érdemrend ezüst fokozata (1966)
- Munka Érdemrend arany fokozata (1974)
- Pro Academia Paedagogica Agriensi kitüntető oklevél (1970)

- Emlékfa és emléktábla, Eger, Egészségház utca. Felavatták 2023. április 30-án.

## Főbb munkái
- К вопросу о возникновении категории вида в русском языке. (redigit St. Kniezsa): Studia Slavica Academiae Scientiarium Hungaricae. Tomus VIII. Fasc. 3–4. Akadémiai Kiadó,   1962.
- Nagy orosz nyelvészek, 1–4. Egri Tanárképző Főiskola Tudományos Közleményei, Eger, 1965–1972. Társszerző: H. Tóth Imre.

- Az orosz igeszemlélet. Módszertani útmutató az orosz igeszemlélet tanításához. Tankönyvkiadó, 1968. Társszerző: A. N. Tyihonov.
- Asbóth Oszkár orosz tudósokhoz írt levelei (Adalékok a magyar—orosz tudományos kapcsolatok történetéhez): Az Egri Ho Si Minh Tanárképző Főiskola tudományos közleményei (Új sorozat, 8. köt.) Eger, 1970. pp. 327–355. Társszerző: H. Tóth Imre.
- Aspektusproblémák a mai orosz nyelvben Az Egri Pedagógiai Főiskola Évkönyve. 1962. (Acta Academiae Paedagogicae Agriensis; Tom. 8). pp. 175–212.
- Az időviszony kifejezése az orosz időhatározói mondatokban Az Egri Tanárképző Főiskola tudományos közleményei (Új sorozat, 4. köt.). Eger, 1966. pp. 227–260. Társszerző: Sütő József.
- Az orosz igeaspektusok tanításának néhány módszertani problémája Az Egri Tanárképző Főiskola tudományos közleményei (1. köt.). Eger, 1963. pp. 51–85.
- Az orosz igék hangsúlya. Az Egri Pedagógiai Főiskola évkönyve (6. kötet). Eger, 1960. pp. 207–260. Társszerző: Kocsis Károly.
- Az orosz melléknév hangsúlyváltozása és tanítása Az Egri Tanárképző Főiskola tudományos közleményei (Új sorozat, 7. kötet. Eger, 1969. pp. 81–104.
- Zsidó család- és helynevek. Évkönyv. 1977/78. Kiadja a Magyar Izraeliták Országos Képviselete, Budapest, 56–74.
- Bevezetés a russzisztikába. Tankönyvkiadó, 1973. Második, javított kiadás: 1982. Társszerző: H. Tóth Imre.
- József Bihari’s Grammar of the Yiddish Language, 1989. In Hungarian. Yivo Institute for Yewish Research Repository. Kézirat. Elérhető a yivo.org weboldalon:https://archives.cjh.org/repositories/7/archival_objects/141158
- Imre Madats: IMRE MADATSH DI TRAGEDYE FUNEM MENTSHN] Di tragedye funem mentsh. Fun ungerisch übergesetst: Yosef Holder. Latin letter's transcription of Yiddish translation by József Bihari. Madách Imre Társaság: Balassagyarmat, 2000.
- József Bihari’s Grammar of the Yiddish Language, 1989. In Hungarian. Yivo Institute for Yewish Research Repository. Kézirat. (a yivo.org weboldalon)